# Psych: il musical
(tagline del film)
Psych: il musical (Psych: The Musical) è un film per la televisione statunitense del 2013 diretto da Steve Franks e co-sceneggiato assieme ad Evan Cohen.
Il film è costituito da due parti, ricoprenti l'ordine di produzione del 15º e 16º episodio della settima stagione della serie televisiva USA Network Psych, tuttavia si discosta dalla cronologia narrativa in quanto gli eventi narrativi sono antecedenti sia ai fatti dell'episodio Il grande giorno che a quelli di Incontri pericolosi.
Oltretutto rappresenta l'episodio musical promesso ai fan sin dalle prime stagioni della serie ed entrato in produzione nell'ottobre del 2012.

## Trama

### Prologo
La narrazione si apre con una voce fuori campo che presenta la storia come una sorta di fiaba sfogliando maldestramente un libro illustrato ed esordendo con: "c'era una volta".

### Prima parte
- Santa Barbara Skies

2012: Shawn, terminato di pulire il pavimento della Psych, riflette sull'enorme quantità di omicidi di Santa Barbara esaltando il suo ruolo di "detective sensitivo", mentre Gus gli ricorda che la sua è solo una pericolosa menzogna che potrebbe essere scoperta da un momento all'altro, sottolineando che il tasso di omicidi non è affatto sopra la media, senza però riuscire a suscitare l'attenzione dell'amico.
- Z's Lament

Nel frattempo, al manicomio criminale cittadino, il Willowbrooke Psychiatric Hospital, evade uno degli internati: Zachary Wallace Zander, noto come Z; drammaturgo dichiarato folle dopo che, sette anni prima, ha chiuso un critico teatrale nella stanza sul retro di un teatro in cui successivamente ha appiccato un incendio.
- I've Heard It Both Ways

Shawn, Gus, Jules e Lassiter si recano alla struttura per indagare e qui il "sensitivo", dopo un diverbio con l'ispettore capo sulla pista da seguire, rinviene nel parco gli indumenti sottratti da Z a un sorvegliante per fuggire. Tale rinvenimento fa avanzare l'ipotesi che l'autore stia per scatenare la sua furia omicida.
- Sleigh Bells and Songs

Emerso questo nuovo dettaglio, il gruppo di detective riesce a farsi confessare dal direttore della struttura ospedaliera che, recentemente, Z aveva iniziato ad aprirsi dopo anni di mutismo selettivo autoimposto, con un altro internato: Mr. Yang, che trovano intenta in una esibizione a tema natalizio fuori stagione. 
- (When You're) Making Up a Song

Dopo aver composto una canzone per lei, Shawn, Gus, Jules e Lassiter riescono a convincere Yang a dar loro la sua collaborazione, tuttavia essa chiede in cambio di seguirli durante le indagini e concede loro solo una serie di indizi estremamente criptici che li portano al teatro bruciato da Z e che era solito usare anche come dimora.
Analizzando il luogo, il finto sensitivo trova l'elenco dei membri del cast dell'ultima opera di Z, un musical liberamente ispirato a Jack lo squartatore intitolato "Squartatore" (Ripper). Ciò permette al giovane di capire il motivo dell'evasione del drammaturgo: Roland Armitrage, il ricco e dissoluto magnate proprietario del lavish Santa Barbara Theater, sta difatti per riproporre l'opera in una versione riveduta e corretta.
- Often It's the Opposite

Shawn e Gus fanno tuttavia appena in tempo ad arrivare sul set per trovarvi il cadavere del produttore. Dopo la perizia medica di Woody, che tuttavia sembra indicare il suicidio, il gruppo ritiene che Z sia intenzionato ad assassinare tutti i membri della troupe del suo vecchio spettacolo e, per questo, contattano Elisa McCardle, musa del folle autore cui questi ha telefonato poco dopo la sua fuga.
L'abitazione della donna viene messa sotto la custodia di McNab ma, quella stessa notte, l'agente vedendo un uomo incappucciato aggirarvisi nei paraggi lo insegue dopo averlo comunicato alla centrale; una volta raggiunto l'individuo tuttavia, questi si rivela essere solo un senzatetto rapito da Z e costretto a fare da esca alla polizia per allontanarla ed introdursi in tutta calma in casa di Elisa mentre questa è sotto la doccia.
- Into the Woods / I Hurt No One

Accortisi dell'errore, Shawn e Gus sono i primi ad accorrere in soccorso della donna irrompendo dalla porta finestra e mettendo in fuga Z che, tuttavia, prima di andarsene dichiara di non aver mai fatto del male a nessuno.
Nel frattempo però, Yang, approfittando della confusione, fugge a sua volta.

### Interludio
- Act II Storybook Open

La voce fuori campo riassume quanto accaduto nella prima metà del film, sebbene le illustrazioni del libro sfogliato non abbiano nulla a che fare con le sue parole.

### Seconda parte
- I've Heard It Both Ways (Reprise 1)

Con Yang nuovamente a piede libero e Z ancora in libertà, il capo Vick mobilita tutte le forze di polizia affinché si mettano sulle loro tracce, Shawn e Gus per contro, convinti dell'innocenza di Z visitano la sua cella trovando alcune lettere d'amore scritte ad Elisa e si convincono che essa non abbia nulla da temere dall'uomo. Contravvenendo a tutto ciò però, poco dopo, Jules e Lassiter rinvengono il cadavere della donna.
- Santa Barbara Skies (Reprise)

Nonostante l'evidenza, Shawn continua ad essere sicuro che il responsabile dell'omicidio di Elisa non sia Z, fatto che porta Jules a convincersi di altrettanto arrivando ad un diverbio con la Vick e, soprattutto, con Lassiter, che l'accusa di non saper ragionare a mente fredda quando si tratta delle idee del "sensitivo".
- I've Heard It Both Ways (Reprise 2)

L'ispettore capo decide quindi di avvalorare la sua teoria dimostrando che fu in realtà Elisa ad appiccare l'incendio di sette anni prima e che Z l'abbia uccisa per vendetta dopo averlo scoperto; mentre Shawn inizia a sospettare che Armitrage sia il responsabile degli omicidi in quanto, contrariamente a quanto reso pubblico, si trovava a Santa Barbara la notte dell'incendio e l'assicurazione coprì abbondantemente la perdita dell'immobile. Pur per vie parallele e seguendo piste diverse, entrambe le parti giungono nuovamente al teatro di Armitrage finendo per inseguire l'uomo, che nella sua rocambolesca fuga viene travolto da un'auto pirata.
Il comportamento del magnate è tuttavia presto giustificato con la paura che questi nutre verso la moglie, la quale sono anni che tenta di provarne l'Infedeltà coniugale facendolo pedinare da stuoli di investigatori privati.
Dopo un breve consulto con suo padre, Shawn si reca al Bar '88, locale di cui Z, prima dell'internamento, era un frequentatore abituale. Qui, il "sensitivo" ha un confronto verbale col drammaturgo che, seduto a un pianoforte, suona la prima canzone mai composta per Elisa dichiarando di non essere né l'artefice dell'incendio né un assassino ma di avere tutta l'intenzione di uccidere la persona responsabile della morte dell'amata.
Dopo essersi fatto nuovamente sfuggire Z, Shawn si reca per la seconda volta al manicomio scoprendo che, quella che riteneva essere la camera dell'uomo apparteneva in realtà a Yang, la quale, approfittando del compito di smistamento posta affidatole nel reparto, aveva sottratto tutte le lettere indirizzate ad Elisa dal drammaturgo poiché invaghita di lui. 
- It's Her

Concluso che essa possa essere l'assassina della donna, Shawn la rintraccia all'interno del teatro bruciato da Z e le riversa addosso tutta la rabbia nutrita nei suoi confronti per aver nuovamente infranto la sua fiducia. Pur sentendosi ferita da tali parole, nel momento in cui Shawn viene assalito da una figura incappucciata ed appeso a un cappio, Yang corre in suo soccorso venendo ferita mortalmente dal misterioso aggressore che lascia la scena subito dopo.
- Promised Land

Morente tra le braccia di Shawn, Yang ha un'apparizione di Mary Lightly come suo angelo custode che le promette di provare a mettere una buona parola per lei per farla entrare in Paradiso.
- Shawn's Breakdown

Alla serata della première della nuova versione di "Squartatore", Shawn, introdottosi sul set temendo l'arrivo di Z, realizza quali siano stati realmente gli eventi della serata di sette anni prima: il vero assassino del critico fu il regista dell'opera di allora che, dopo aver visto Z trovarne il corpo lo ha tramortito ed ha appiccato l'incendio con la complicità del produttore il quale a seguito dell'evasione del drammaturgo, avendo convissuto per anni col senso di colpa, si è suicidato realmente come affermato da Woody. Il motivo per cui Z ha contattato Elisa era una richiesta d'aiuto poiché essa era la sola di cui poteva fidarsi, tuttavia, quando il regista l'ha scoperto ha ucciso anche lei e, in seguito, nel tentativo di far fermare le indagini del "sensitivo" ha tentato di impiccarlo risultando nella morte di Yang.
- Gus in the Spotlight

Comunicato quanto scoperto a Jules tramite telefono, Shawn lascia Gus ad esibirsi sul palcoscenico per non far cadere il pubblico nel panico e scoperto che Z ha rapito il regista e lo ha portato nei sotterranei lo raggiunge nella speranza di farlo desistere dal suo intento di vendetta.
- The Surrender

Raggiunto anche da Lassiter e Jules, Z dichiara di non volersi trasformare nell'aberrazione che lo hanno a lungo creduto essere e, quindi, lascia che la polizia arresti l'uomo colpevole di avergli rovinato la vita ed ucciso Elisa.

### Epilogo
La voce fuori campo, che si rivela essere Shawn, finisce di esporre il racconto a Z, nuovamente internato che, senza troppa convinzione, promette di prendere in considerazione l'idea di fare un musical sulla storia propostagli dai due.
Infine, prima di andarsene, Shawn raccoglie le ceneri di Yang come da esplicita ultima volontà della stessa.
- Jamaican Inspector

## Produzione

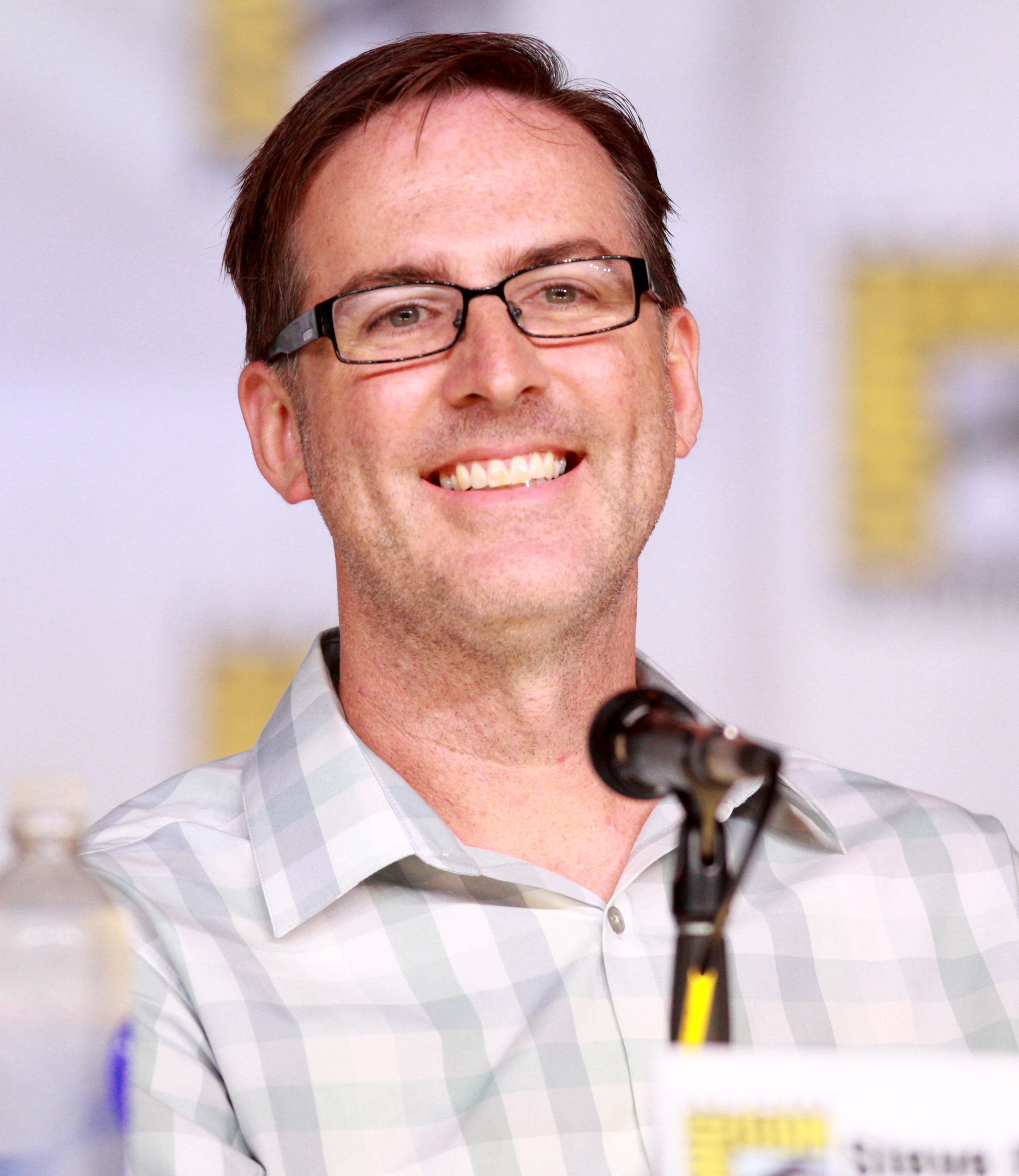
Steve Franks, coautore di testi e sceneggiatura

Steve Franks era affascinato dall'opportunità di scrivere e dirigere un episodio musical per Psych anni prima che l'ipotesi venisse presa in considerazione, tuttavia la stesura della trama procedette lentamente e, dunque, Franks suggerì a USA Network la realizzazione dell'episodio prima ancora di avere un'idea precisa del suo contenuto. Accolta la proposta dell'autore, l'episodio entrò in produzione e si vociferò a suo proposito sin dalla trasmissione della terza stagione; successivamente fu stabilito che sarebbe stato trasmesso nella sesta, per poi venire posticipata alla settima e, infine, venire annunciato come evento a parte della durata di due ore, confermando che Franks avrebbe preso parte sia alla stesura della sceneggiatura che delle musiche.
Le riprese del film TV è iniziata nell'ottobre 2012 ed è proseguita per 14 giorni.

### Casting

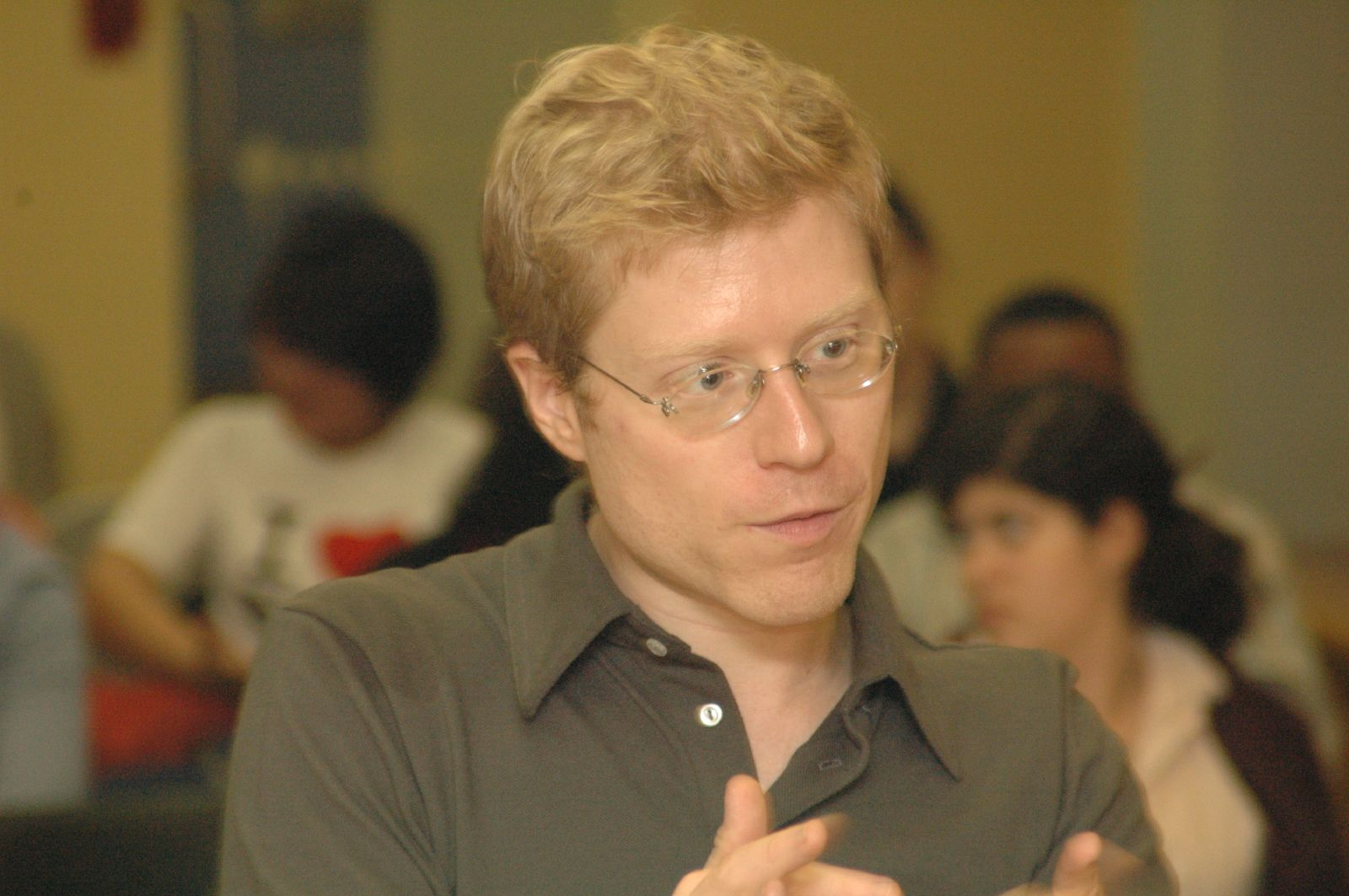
Anthony Rapp interpreta Z

Il 25 settembre 2012 sono state annunciati, oltre ai membri del cast titolare della serie, Anthony Rapp, nel ruolo del drammaturgo folle Z; e Brooke Lyons nei panni della sua musa ispiratrice Elisa. Successivamente è stato annunciato l'ingresso nel cast di Barry Bostwick, nella parte di Armitrage, uomo d'affari donnaiolo e proprietario dell'lavish Santa Barbara Theater, ove si svolgono gli eventi. Per l'inizio di ottobre è stato rivelato che Ally Sheedy avrebbe interpretato nuovamente Mr. Yang.

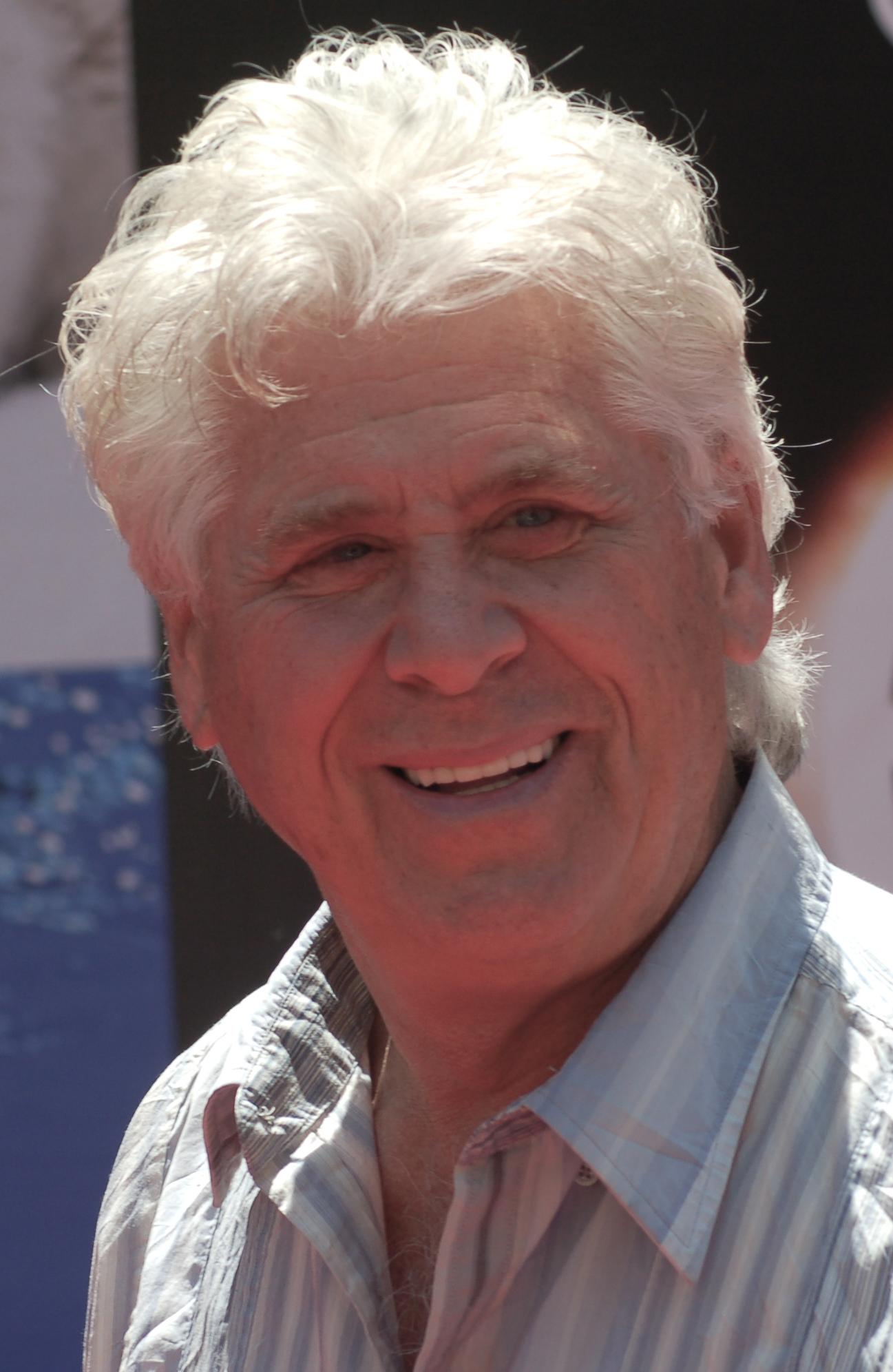
Barry Bostwick, noto come Brad Majors in The Rocky Horror Picture Show, interpreta Armitrage

Fanno inoltre parte del cast Kurt Fuller e Sage Brocklebank nei consueti ruoli di Woody il coroner e Buzz McNab; mentre Jimmi Simpson appare in un breve cameo come Mary Lightly.
Nel prologo e nell'interludio il narratore è Peter Chelsom, mentre nell'epilogo è James Roday.

### Colonna sonora
La colonna sonora del musical, eseguita dai membri del cast, comprende diciassette canzoni co-scritte da Steve Franks e Adam Cohen. L'album Psych: The Musical: Original Songs and Score, contenente i suddetti brani, è stato pubblicato il 17 dicembre 2013.
Parte uno
- Santa Barbara Skies - 5:12
- Z's Lament - 1:13
- I've Heard It Both Ways - 3:13
- Sleigh Bells and Songs - 1:12

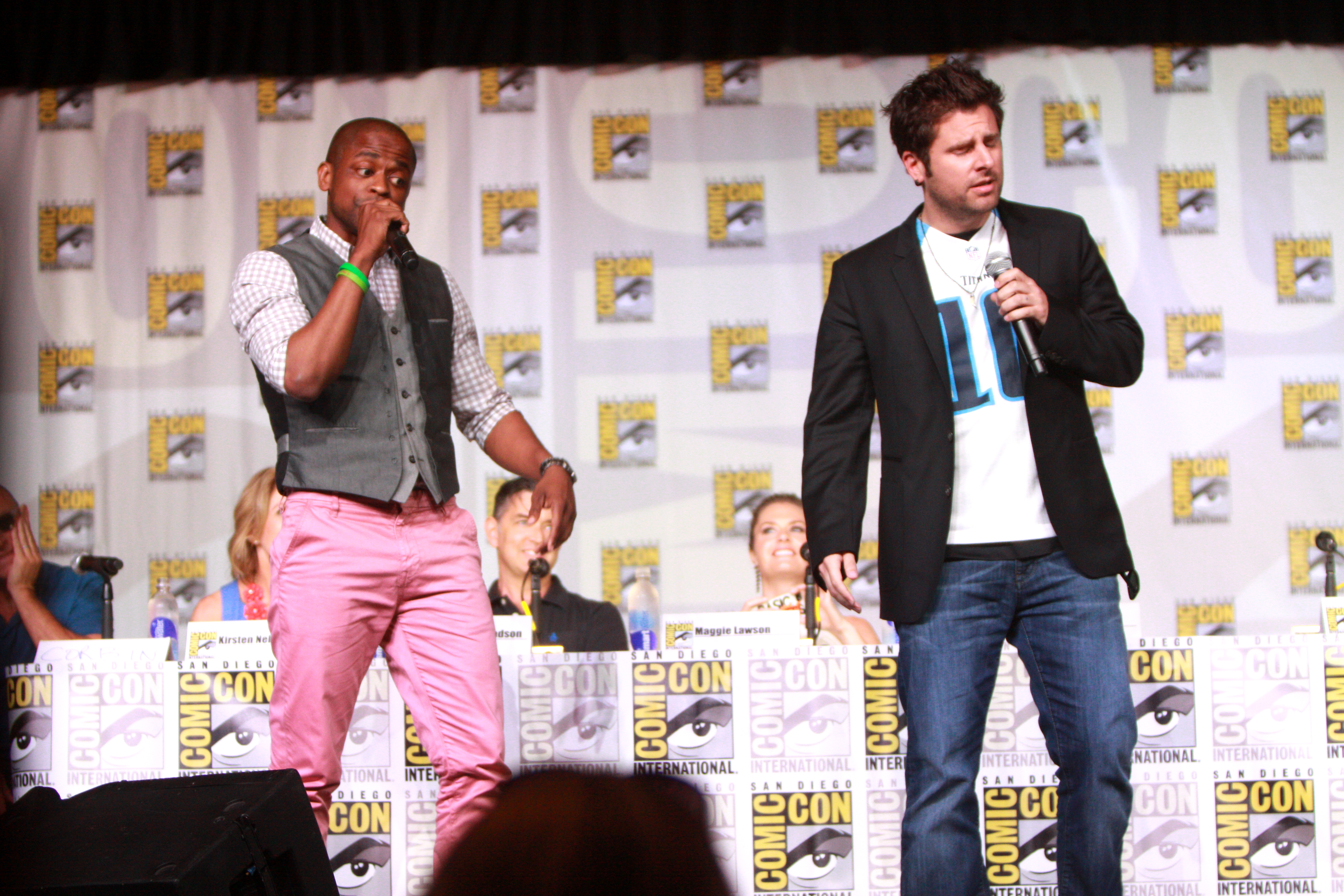
James Roday e Dulé Hill eseguono "Santa Barbara Skies" al San Diego Comic-Con International del 2013

- (When You're) Making Up a Song - 2:02
- Often It's the Opposite - 1:42
- Into the Woods / I Hurt No One - 2:32
- Act II Storybook Open - 1:07

Parte due
- I've Heard It Both Ways (Reprise 1) - 1:06
- Santa Barbara Skies (Reprise) - 2:10
- I've Heard It Both Ways (Reprise 2) - 0:55
- It's Her - 2:12
- Promised Land - 2:20
- Shawn Hears the Theme / The Breakdown - 3:41
- Gus in the Spotlight - 1:04
- The Surrender - 1:45
- Jamaican Inspector - 1:47

## Distribuzione
Il primo trailer è stato distribuito il 17 luglio 2013 in occasione del San Diego Comic-Con International, nella stessa circostanza è stato annunciato come data di distribuzione del film TV il 15 dicembre 2013. In Italia il film è stato trasmesso sul canale pay Joi il 31 marzo 2014, mentre in chiaro è stato trasmesso da TOP Crime il 30 maggio dello stesso anno.
Negli Stati Uniti Psych: il musical è stato pubblicato in DVD il 17 dicembre 2013. In seguito, il 1º aprile 2014, all'interno del cofanetto DVD dell'ottava stagione è stato pubblicato anche il film TV completo di dietro le quinte.

## Accoglienza
Durante la sua trasmissione originale, Psych: il musical ha registrato un'audience di circa 2,23 milioni telespettatori; ricevendo recensioni contrastanti da parte di pubblico e critica. Chandel Charles di TV Fanatic, ha attribuito allo special cinque stelle su cinque, affermando che: «Questa festa musicale, comunque, era al di là di ogni aspettativa.»; mentre Kevin McFarland di A.V. Club lo ha definito «Solo metà di un'avventura, anche dopo due ore e numerosi riferimenti a titoli di musical», assegnando al film TV una C come valutazione.